# 다크 어벤저스
다크 어벤저스 (Dark Avengers)는 미국 만화 중 마블 코믹스에서 연재되고 있는 만화이다. 이 팀은 슈퍼히어로 팀인 어벤저스의 대체 버전이며 이들 대부분은 악당들이 영웅으로 변장하여 만든 팀이다. 노먼 오스본이 설립했다.